# Hylacola
A Hylacola a madarak osztályának verébalakúak (Passeriformes) rendjébe és az ausztrálposzáta-félék (Acanthizidae) családjába tartozó nem. A nem és a fajok besorolása is erősen vitatott. A nemet egyes szervezetek a gyémántmadárfélék (Pardalotidae) családjának, Acanthizinae alcsaládjába sorolják. A nembe tartozó fajokat egyes szervezetek a Calamanthus nembe sorolják

## Rendszerezés
A nembe az alábbi 2 faj tartozik:
- rozsdásfarkú fenyérposzáta (Hylacola pyrrhopygia[2] vagy Calamanthus pyrrhopygius)[3]
- Hylacola cauta[2] vagy Calamanthus cautus[3]